# Лилијан Волд
Лилијан Волд (Синсинати, 10. март 1867 — Вестпорт, 1. септембар 1940) је била америчка медицинска сестра, хуманиста и активиста. Била је оснивач Америчке заједнице медицинских сестара и позната по доприносу људским правима. Оснивач је Хенри Стрит Сетлемент школе у Њујорку и била је рана присталица медицинских сестара у државним школама. Након одрастања у Охају и Њујорку, постала је медицинска сестра. Кратко је похађала медицинску школу, а након тога почела да предаје часове прве помоћи. Након што је основала Хенри Стрит, она је постал активиста за права жена и мањина. Борила се за право гласа и расну интеграцију. Учествовала је у оснивању Националног удружења за напредак обојених. Преминула је 1940. године у 73. години живота.

## Детињство, младост и образовање
Лилијан је рођена у немачко-јеврејској породици у Синсинатију у Охају. Њен отац је био оптичар. Са породицом се 1878. године преселила у Рочестер, Њујорк. Похађала је англо-француски интрернат, енглеско-француски интернат и Дневну школу за младе даме. Пријавила се за Колеџ Васар када је имала 16 година, али је школа је мислила да је сувише млада. Похађала је Болничарску школу Њујоршке болнице. Дипломирала је 1891. године и онда је узимала часове на Женском Медицинском Колеџу.

## Каријера медицинске сестре
Лилијан Болд је једно време радила у Њујоршком омладинском азилу (енгл. Нењ Јорк Јувениле Асyлум), сиротишту где су услови били јако лоши. До 1893. године је напустила медицинску школу и почела да предаје кућне часове неге за сиромашне породице имиграната у Хебрејској техничкој школи за девојчице. Недуго потом је почела да се брине о болесним људима као патронажна сестра. Заједно са другим медицинским сестрама се преселила у скромну собу у близину својих пацијената како би што боље могла да се брине о њима. У то време, она је направила термин "Сестра јавног здравља" како би описала медицинске сестре чији рад је интегрисан у јавну заједницу. Оснивањем организације Хенри Стрит Сетлемент, привукла је пажњу истакнутом јеврејском човекољупцу који јој је дао паре тајно како би могла ефикасније да помогне "сиромашним руским Јеврејима" чија је нега била обезбеђена. Од 1906. године Лилијан Волд је имала 27 медицинских сестара и успела је да привуче ширу финансијску подршку људи који нису били Јевреји као Елизабет Милбанк Андерсон. До 1913. године број особља је порастао на 92. Организација који је основала је на крају развијена као служба патронажних сестара у Њујорку.
Лилијан Болд се залагала за негу у државним школама. Њене идеје водио је Њујоршки одбор за здравље како би организовао први систем за негу у свету. Била је први председник Националне организације за јавно здравље. Постала је образовни партнер за негу са осигуравајућим друштвом Метрополитан који је постао модел за многе друге пројекте. Предложила је национални план здравственог осигурања, а помоглао јој је Колумбијски Универзитет .

## Друге активности
Учествовала је у радничком покрету, а због интереса за женске услове рада помагала је да се 1903. године оснује Женска лига и касније је била члан извршног одбора Њујоршке лиге. Године 1915. је основала Хенри Стрит Комшијски театар. Била је једна од првих вођа Дечијег комитета рада, који је постао национални дечији комитет рада. Организација је 1920. године предложила амандман на Устав Сједињених Америчких Држава који би забранио рад деце.

## Каснији живот
Преминула је због излива крви у мозак 1. септембра 1940. године. Недуго потом је одржана меморијална свечаност у Хенри Стрит Комшијском театару.. Неколико месеци касније, окупило се више од 2000 људи у част Лилијан Волд. Сахрањена је у Рочестеру, у Њујорку.